# Lucas Hey
Lucas Boel Hey (Dragør, 13 april 2003) is een Deens voetballer die sinds januari 2025 uitkomt voor RSC Anderlecht.

## Clubcarrière
Hey sloot zich in 2019 aan bij de jeugdopleiding van Lyngby BK. De Deen, die zijn jeugdopleiding begon als aanvaller maar later afzakte naar het middenveld en vervolgens naar de verdediging, maakte op 24 mei 2021 zijn officiële debuut voor het eerste elftal van Lyngby: op de slotspeeldag van de play-downs mocht hij in het 2-2-gelijkspel tegen Vejle BK in de slotfase invallen van trainer Constantin Gâlcă. Lyngby degradeerde dat seizoen naar de 1. division, maar keerde meteen terug naar de Superligaen. Na de promotie groeide Hey, die in januari 2022 een contract van tweeënhalf jaar ondertekende bij Lyngby, in de tweede helft van de reguliere competitie uit tot een vaste waarde onder trainer Freyr Alexandersson.
In augustus 2023 stapte Hey over naar de Deense eersteklasser FC Nordsjælland, waar hij een contract tot eind 2027 ondertekende. In zijn debuutseizoen schipperde hij er nog tussen bank en basis, pas in zijn tweede seizoen groeide hij er uit tot een onbetwistbare titularis in de defensie. In zijn debuutseizoen was hij wel titularis in vier van de zes Conference League-groepswedstrijden. Op 30 november 2023 opende hij ook de score in de 6-1-zege van Nordsjælland tegen Fenerbahçe SK.
In januari 2025 maakte Hey de overstap naar de Belgische recordkampioen RSC Anderlecht, waar hij een contract tot medio 2029 ondertekende.

## Interlandcarrière
Hey debuteerde in 2021 als Deens jeugdinternational.
3 Hey ·
4 Simić ·
5 N'Diaye ·
6 Augustinsson ·
7 Amuzu ·
10 Verschaeren ·
11 Hazard ·
12 Dolberg ·
14 Vertonghen ·
16 Kikkenborg ·
17 Leoni ·
18 Ashimeru ·
19 Angulo ·
20 Vázquez ·
21 Huerta ·
23 Rits ·
25 Foket ·
26 Coosemans ·
27 Edozie ·
29 Stroeykens ·
34 Adryelson ·
43 Dendoncker ·
42 Sardella ·
42 Goto ·
55 Kana ·
63 Vanhoutte ·
Coach: Besnik Hasi
· Assistent-coach: Michaelsen
· Keeperstrainer: Merz